# Stefan Górecki (polityk)
Stefan Górecki (ur. 13 grudnia 1899, zm. ?) – polski rzemieślnik (fryzjer) związany z Bydgoszczą, poseł na Sejm PRL II kadencji (1957–1961). 

## Życiorys
W Polsce międzywojennej zatrudniony jako uczeń i pomocnik fryzjera, później był właścicielem zakładu. Pracę w charakterze fryzjera kontynuował podczas II wojny światowej. W latach 1945–1951 był właścicielem zakładu, który został upaństwowiony przez władze w okresie walki z niezależną inicjatywą. Związany ze Stronnictwem Pracy, po jego likwidacji w 1950 przeszedł do SD, które w 1956 zgłosiło jego kandydaturę na posła z okręgu Bydgoszcz. Pracował w Komisji Przemysłu Lekkiego, Rzemiosła i Spółdzielczości Pracy. 
Po zakończeniu kadencji powrócił do wykonywania zawodu, prowadził własny zakład fryzjerski w Bydgoszczy. Należał do Cechu Rzemiosł Różnych, był jego starszym. 
Odznaczony m.in. Srebrnym i Złotym Krzyżem Zasługi oraz Krzyżem Kawalerskim Orderu Odrodzenia Polski.